# Sonia Sahlström
Sonia Anna Maria Sahlström-Larsson, född 14 januari 1957 i Tegelsmora församling, Uppsala län, är en svensk riksspelman. Hon är dotter till Eric Sahlström.

## Biografi
Sahlström studerade vid Kappelsbergs musikskola i Härnösand 1975–77, genomgick pedagogisk utbildning för verksamma spelmän vid Kungliga Musikhögskolan i Stockholm 1977–79. Till skillnad från fadern är hennes huvudinstrument fiolen, även om nyckelharpan finns med i bilden. Hon har varit verksam som musikpedagog vid Uppsala kommunala musikskola sedan 1983. Sahlström medverkar sedan starten 2016 också i den kvinnliga gruppen Systerpolskan.
Sahlström utgav 2009 debutalbumet Glädjen tillsammans med maken Håkan Larsson. Hon tilldelades 2010 Zornmärket i guld "för mästerligt och traditionsrikt spel av låtar från Uppland".